# Pierre-Antoine Lalloy
Pierre-Antoine Lalloy ou Laloy, né à Doulevant-le-Château le 16 janvier 1749 et mort à Chaumont le 5 mars 1846, est un homme politique français , député de la Haute-Marne à la Convention nationale.

## Biographie

### Avant 1789
Né en 1749, il est le frère de Jean-Nicolas Laloy, député à la Constituante.
Il fait ses études de droit à Paris. Après être entré chez un procureur, il est reçu comme avocat au bailliage de Chaumont en 1773.
Sa carrière dans la profession est assez terne. En 1785, il est chargé par le garde des sceaux Miromesnil de faire l'inventaire des archives de Bassigny.

### Carrière révolutionnaire

#### Les débuts
La Révolution lui permet de faire son entrée en politique, à la suite de son frère aîné. Il devient en 1789 procureur de la commune de Chaumont, puis administrateur du département de la Haute-Marne.
Le 31 août 1791, Lalloy est élu député de son département à l'Assemblée législative avec 208 voix sur 363 votants. Il y siège avec la gauche et participe aux travaux de plusieurs commissions parlementaires, ce qui lui permet d'acquérir une certaine réputation.

#### Le député montagnard
En 1792, il est réélu par son département à la Convention nationale, mais le dernier, avec seulement 154 voix sur 405 votants. 
Fidèle à ses convictions, il se joint aux montagnards. Au procès de Louis XVI, il vote pour la mort du souverain. Il participe à la lutte contre la Gironde et réclame ainsi un décret d'accusation contre Barbaroux.
Le 6 novembre 1793, alors que la Terreur est à l'ordre du jour, il est élu président de la Convention. C'est ainsi lui qui félicite l'évêque Gobel et d’autres prêtres pour avoir abjurer s’être dépouillés de leurs insignes. Il déclare à propos de ceux-ci déposées sur l’autel de la patrie : « Ne nous le dissimulons pas, citoyens, ces hochets insultaient à l'Être suprême, au nom duquel on les entretenait ; ils ne pouvaient servir à son culte, puisqu'il n'exige que la pratique des vertus sociales et morales : telle est sa religion ; il ne veut de culte que celui de la Raison ; il n'en prescrit pas d'autre, et ce sera désormais la religion nationale. »'' C'est lui aussi qui donne le "baiser fraternel" à la déesse Raison lors de la fête organisée en l'honneur de celle-ci.
Son activité parlementaire est alors intense. Il réclame ainsi la vente du mobilier de la liste civile
La même année, il est élu membre du Comité de sûreté générale, mais il en démissionne quelques jours après, car son frère et son beau-frère sont accusés d'avoir tenu des propos contre-révolutionnaires.
En Thermidor, Lalloy participe à la conjuration qui renverse Robespierre.
Pour cela, il entre au Comité de salut public le 13 thermidor an II (31 juillet 1794). Il y reste trois mois avant d'en sortir le 5 novembre. 
Il est ensuite discret jusqu'à la fin de la session.

### Sous le Directoire
En l'an IV, Lalloy est réélu au Conseil des Cinq-Cents, toujours pour la Haute-Marne, et y siège avec la gauche directoriale. Le 19 février 1797, il est élu pour un mois président de cette assemblée. Dans ces fonctions, il se voit reprocher sa partialité dans la discussion sur le serment des électeurs. 
Il approuve le coup d'État du 18 fructidor an V, et devient membre de la commission chargée de publier une adresse au peuple français justifiant le coup de force.
En l'an VI, il passe au Conseil des Anciens où il siège jusqu'au coup d'État du 18 brumaire, qu'il approuve sans réserve.

### Sous Napoléon
Il se rallie à Bonaparte qui le nomme membre du Tribunat. Son indépendance d'esprit le fait cependant éliminer au premier renouvellement de cette chambre en 1802.
Il est ensuite nommé au Conseil des prises, poste qu'il garde jusqu'à la fin du Premier Empire.
En 1815, durant les Cent-Jours, il est conseiller de préfecture de la Seine.

### Exil et fin de vie
Après la loi du 12 janvier 1816 exilant les régicides, Lalloy doit quitter la France et s'installe à Mons. Deux ans plus tard, le gouvernement de Louis XVIII l'autorise à rentrer, mais ce vieux montagnard refuse cette grâce et décide de rester à l'étranger. 
Il ne retrouve la France qu'en 1830, après les Trois Glorieuses. Ses relations avec Réal lui permettent alors d'obtenir une pension de la part du nouveau régime.
Lalloy consacre les dernières années de sa vie à l'étude. Cet érudit possède en effet une bibliothèque de près de vingt mille volumes.
Il meurt en 1846 à 97 ans.